# Inchiodatura
|   | a | b | c | d | e | f | g | h |   |
| 8 | b8 torre del nero · c8 re del nero · b7 cerchio nero · d7 cerchio bianco · e7 croce nera · g7 croce nera · b6 cerchio nero · d6 croce nera · e6 cerchio bianco · h6 croce nera · b5 cerchio nero · f5 cavallo del nero · b4 cerchio nero · d4 croce nera · g4 alfiere del bianco · h4 croce nera · b3 cavallo del bianco · e3 croce nera · g3 croce nera · b2 cerchio nero · b1 donna del bianco · c1 re del bianco | b8 torre del nero · c8 re del nero · b7 cerchio nero · d7 cerchio bianco · e7 croce nera · g7 croce nera · b6 cerchio nero · d6 croce nera · e6 cerchio bianco · h6 croce nera · b5 cerchio nero · f5 cavallo del nero · b4 cerchio nero · d4 croce nera · g4 alfiere del bianco · h4 croce nera · b3 cavallo del bianco · e3 croce nera · g3 croce nera · b2 cerchio nero · b1 donna del bianco · c1 re del bianco | b8 torre del nero · c8 re del nero · b7 cerchio nero · d7 cerchio bianco · e7 croce nera · g7 croce nera · b6 cerchio nero · d6 croce nera · e6 cerchio bianco · h6 croce nera · b5 cerchio nero · f5 cavallo del nero · b4 cerchio nero · d4 croce nera · g4 alfiere del bianco · h4 croce nera · b3 cavallo del bianco · e3 croce nera · g3 croce nera · b2 cerchio nero · b1 donna del bianco · c1 re del bianco | b8 torre del nero · c8 re del nero · b7 cerchio nero · d7 cerchio bianco · e7 croce nera · g7 croce nera · b6 cerchio nero · d6 croce nera · e6 cerchio bianco · h6 croce nera · b5 cerchio nero · f5 cavallo del nero · b4 cerchio nero · d4 croce nera · g4 alfiere del bianco · h4 croce nera · b3 cavallo del bianco · e3 croce nera · g3 croce nera · b2 cerchio nero · b1 donna del bianco · c1 re del bianco | b8 torre del nero · c8 re del nero · b7 cerchio nero · d7 cerchio bianco · e7 croce nera · g7 croce nera · b6 cerchio nero · d6 croce nera · e6 cerchio bianco · h6 croce nera · b5 cerchio nero · f5 cavallo del nero · b4 cerchio nero · d4 croce nera · g4 alfiere del bianco · h4 croce nera · b3 cavallo del bianco · e3 croce nera · g3 croce nera · b2 cerchio nero · b1 donna del bianco · c1 re del bianco | b8 torre del nero · c8 re del nero · b7 cerchio nero · d7 cerchio bianco · e7 croce nera · g7 croce nera · b6 cerchio nero · d6 croce nera · e6 cerchio bianco · h6 croce nera · b5 cerchio nero · f5 cavallo del nero · b4 cerchio nero · d4 croce nera · g4 alfiere del bianco · h4 croce nera · b3 cavallo del bianco · e3 croce nera · g3 croce nera · b2 cerchio nero · b1 donna del bianco · c1 re del bianco | b8 torre del nero · c8 re del nero · b7 cerchio nero · d7 cerchio bianco · e7 croce nera · g7 croce nera · b6 cerchio nero · d6 croce nera · e6 cerchio bianco · h6 croce nera · b5 cerchio nero · f5 cavallo del nero · b4 cerchio nero · d4 croce nera · g4 alfiere del bianco · h4 croce nera · b3 cavallo del bianco · e3 croce nera · g3 croce nera · b2 cerchio nero · b1 donna del bianco · c1 re del bianco | b8 torre del nero · c8 re del nero · b7 cerchio nero · d7 cerchio bianco · e7 croce nera · g7 croce nera · b6 cerchio nero · d6 croce nera · e6 cerchio bianco · h6 croce nera · b5 cerchio nero · f5 cavallo del nero · b4 cerchio nero · d4 croce nera · g4 alfiere del bianco · h4 croce nera · b3 cavallo del bianco · e3 croce nera · g3 croce nera · b2 cerchio nero · b1 donna del bianco · c1 re del bianco | 8 |
| 7 | b8 torre del nero · c8 re del nero · b7 cerchio nero · d7 cerchio bianco · e7 croce nera · g7 croce nera · b6 cerchio nero · d6 croce nera · e6 cerchio bianco · h6 croce nera · b5 cerchio nero · f5 cavallo del nero · b4 cerchio nero · d4 croce nera · g4 alfiere del bianco · h4 croce nera · b3 cavallo del bianco · e3 croce nera · g3 croce nera · b2 cerchio nero · b1 donna del bianco · c1 re del bianco | b8 torre del nero · c8 re del nero · b7 cerchio nero · d7 cerchio bianco · e7 croce nera · g7 croce nera · b6 cerchio nero · d6 croce nera · e6 cerchio bianco · h6 croce nera · b5 cerchio nero · f5 cavallo del nero · b4 cerchio nero · d4 croce nera · g4 alfiere del bianco · h4 croce nera · b3 cavallo del bianco · e3 croce nera · g3 croce nera · b2 cerchio nero · b1 donna del bianco · c1 re del bianco | b8 torre del nero · c8 re del nero · b7 cerchio nero · d7 cerchio bianco · e7 croce nera · g7 croce nera · b6 cerchio nero · d6 croce nera · e6 cerchio bianco · h6 croce nera · b5 cerchio nero · f5 cavallo del nero · b4 cerchio nero · d4 croce nera · g4 alfiere del bianco · h4 croce nera · b3 cavallo del bianco · e3 croce nera · g3 croce nera · b2 cerchio nero · b1 donna del bianco · c1 re del bianco | b8 torre del nero · c8 re del nero · b7 cerchio nero · d7 cerchio bianco · e7 croce nera · g7 croce nera · b6 cerchio nero · d6 croce nera · e6 cerchio bianco · h6 croce nera · b5 cerchio nero · f5 cavallo del nero · b4 cerchio nero · d4 croce nera · g4 alfiere del bianco · h4 croce nera · b3 cavallo del bianco · e3 croce nera · g3 croce nera · b2 cerchio nero · b1 donna del bianco · c1 re del bianco | b8 torre del nero · c8 re del nero · b7 cerchio nero · d7 cerchio bianco · e7 croce nera · g7 croce nera · b6 cerchio nero · d6 croce nera · e6 cerchio bianco · h6 croce nera · b5 cerchio nero · f5 cavallo del nero · b4 cerchio nero · d4 croce nera · g4 alfiere del bianco · h4 croce nera · b3 cavallo del bianco · e3 croce nera · g3 croce nera · b2 cerchio nero · b1 donna del bianco · c1 re del bianco | b8 torre del nero · c8 re del nero · b7 cerchio nero · d7 cerchio bianco · e7 croce nera · g7 croce nera · b6 cerchio nero · d6 croce nera · e6 cerchio bianco · h6 croce nera · b5 cerchio nero · f5 cavallo del nero · b4 cerchio nero · d4 croce nera · g4 alfiere del bianco · h4 croce nera · b3 cavallo del bianco · e3 croce nera · g3 croce nera · b2 cerchio nero · b1 donna del bianco · c1 re del bianco | b8 torre del nero · c8 re del nero · b7 cerchio nero · d7 cerchio bianco · e7 croce nera · g7 croce nera · b6 cerchio nero · d6 croce nera · e6 cerchio bianco · h6 croce nera · b5 cerchio nero · f5 cavallo del nero · b4 cerchio nero · d4 croce nera · g4 alfiere del bianco · h4 croce nera · b3 cavallo del bianco · e3 croce nera · g3 croce nera · b2 cerchio nero · b1 donna del bianco · c1 re del bianco | b8 torre del nero · c8 re del nero · b7 cerchio nero · d7 cerchio bianco · e7 croce nera · g7 croce nera · b6 cerchio nero · d6 croce nera · e6 cerchio bianco · h6 croce nera · b5 cerchio nero · f5 cavallo del nero · b4 cerchio nero · d4 croce nera · g4 alfiere del bianco · h4 croce nera · b3 cavallo del bianco · e3 croce nera · g3 croce nera · b2 cerchio nero · b1 donna del bianco · c1 re del bianco | 7 |
| 6 | b8 torre del nero · c8 re del nero · b7 cerchio nero · d7 cerchio bianco · e7 croce nera · g7 croce nera · b6 cerchio nero · d6 croce nera · e6 cerchio bianco · h6 croce nera · b5 cerchio nero · f5 cavallo del nero · b4 cerchio nero · d4 croce nera · g4 alfiere del bianco · h4 croce nera · b3 cavallo del bianco · e3 croce nera · g3 croce nera · b2 cerchio nero · b1 donna del bianco · c1 re del bianco | b8 torre del nero · c8 re del nero · b7 cerchio nero · d7 cerchio bianco · e7 croce nera · g7 croce nera · b6 cerchio nero · d6 croce nera · e6 cerchio bianco · h6 croce nera · b5 cerchio nero · f5 cavallo del nero · b4 cerchio nero · d4 croce nera · g4 alfiere del bianco · h4 croce nera · b3 cavallo del bianco · e3 croce nera · g3 croce nera · b2 cerchio nero · b1 donna del bianco · c1 re del bianco | b8 torre del nero · c8 re del nero · b7 cerchio nero · d7 cerchio bianco · e7 croce nera · g7 croce nera · b6 cerchio nero · d6 croce nera · e6 cerchio bianco · h6 croce nera · b5 cerchio nero · f5 cavallo del nero · b4 cerchio nero · d4 croce nera · g4 alfiere del bianco · h4 croce nera · b3 cavallo del bianco · e3 croce nera · g3 croce nera · b2 cerchio nero · b1 donna del bianco · c1 re del bianco | b8 torre del nero · c8 re del nero · b7 cerchio nero · d7 cerchio bianco · e7 croce nera · g7 croce nera · b6 cerchio nero · d6 croce nera · e6 cerchio bianco · h6 croce nera · b5 cerchio nero · f5 cavallo del nero · b4 cerchio nero · d4 croce nera · g4 alfiere del bianco · h4 croce nera · b3 cavallo del bianco · e3 croce nera · g3 croce nera · b2 cerchio nero · b1 donna del bianco · c1 re del bianco | b8 torre del nero · c8 re del nero · b7 cerchio nero · d7 cerchio bianco · e7 croce nera · g7 croce nera · b6 cerchio nero · d6 croce nera · e6 cerchio bianco · h6 croce nera · b5 cerchio nero · f5 cavallo del nero · b4 cerchio nero · d4 croce nera · g4 alfiere del bianco · h4 croce nera · b3 cavallo del bianco · e3 croce nera · g3 croce nera · b2 cerchio nero · b1 donna del bianco · c1 re del bianco | b8 torre del nero · c8 re del nero · b7 cerchio nero · d7 cerchio bianco · e7 croce nera · g7 croce nera · b6 cerchio nero · d6 croce nera · e6 cerchio bianco · h6 croce nera · b5 cerchio nero · f5 cavallo del nero · b4 cerchio nero · d4 croce nera · g4 alfiere del bianco · h4 croce nera · b3 cavallo del bianco · e3 croce nera · g3 croce nera · b2 cerchio nero · b1 donna del bianco · c1 re del bianco | b8 torre del nero · c8 re del nero · b7 cerchio nero · d7 cerchio bianco · e7 croce nera · g7 croce nera · b6 cerchio nero · d6 croce nera · e6 cerchio bianco · h6 croce nera · b5 cerchio nero · f5 cavallo del nero · b4 cerchio nero · d4 croce nera · g4 alfiere del bianco · h4 croce nera · b3 cavallo del bianco · e3 croce nera · g3 croce nera · b2 cerchio nero · b1 donna del bianco · c1 re del bianco | b8 torre del nero · c8 re del nero · b7 cerchio nero · d7 cerchio bianco · e7 croce nera · g7 croce nera · b6 cerchio nero · d6 croce nera · e6 cerchio bianco · h6 croce nera · b5 cerchio nero · f5 cavallo del nero · b4 cerchio nero · d4 croce nera · g4 alfiere del bianco · h4 croce nera · b3 cavallo del bianco · e3 croce nera · g3 croce nera · b2 cerchio nero · b1 donna del bianco · c1 re del bianco | 6 |
| 5 | b8 torre del nero · c8 re del nero · b7 cerchio nero · d7 cerchio bianco · e7 croce nera · g7 croce nera · b6 cerchio nero · d6 croce nera · e6 cerchio bianco · h6 croce nera · b5 cerchio nero · f5 cavallo del nero · b4 cerchio nero · d4 croce nera · g4 alfiere del bianco · h4 croce nera · b3 cavallo del bianco · e3 croce nera · g3 croce nera · b2 cerchio nero · b1 donna del bianco · c1 re del bianco | b8 torre del nero · c8 re del nero · b7 cerchio nero · d7 cerchio bianco · e7 croce nera · g7 croce nera · b6 cerchio nero · d6 croce nera · e6 cerchio bianco · h6 croce nera · b5 cerchio nero · f5 cavallo del nero · b4 cerchio nero · d4 croce nera · g4 alfiere del bianco · h4 croce nera · b3 cavallo del bianco · e3 croce nera · g3 croce nera · b2 cerchio nero · b1 donna del bianco · c1 re del bianco | b8 torre del nero · c8 re del nero · b7 cerchio nero · d7 cerchio bianco · e7 croce nera · g7 croce nera · b6 cerchio nero · d6 croce nera · e6 cerchio bianco · h6 croce nera · b5 cerchio nero · f5 cavallo del nero · b4 cerchio nero · d4 croce nera · g4 alfiere del bianco · h4 croce nera · b3 cavallo del bianco · e3 croce nera · g3 croce nera · b2 cerchio nero · b1 donna del bianco · c1 re del bianco | b8 torre del nero · c8 re del nero · b7 cerchio nero · d7 cerchio bianco · e7 croce nera · g7 croce nera · b6 cerchio nero · d6 croce nera · e6 cerchio bianco · h6 croce nera · b5 cerchio nero · f5 cavallo del nero · b4 cerchio nero · d4 croce nera · g4 alfiere del bianco · h4 croce nera · b3 cavallo del bianco · e3 croce nera · g3 croce nera · b2 cerchio nero · b1 donna del bianco · c1 re del bianco | b8 torre del nero · c8 re del nero · b7 cerchio nero · d7 cerchio bianco · e7 croce nera · g7 croce nera · b6 cerchio nero · d6 croce nera · e6 cerchio bianco · h6 croce nera · b5 cerchio nero · f5 cavallo del nero · b4 cerchio nero · d4 croce nera · g4 alfiere del bianco · h4 croce nera · b3 cavallo del bianco · e3 croce nera · g3 croce nera · b2 cerchio nero · b1 donna del bianco · c1 re del bianco | b8 torre del nero · c8 re del nero · b7 cerchio nero · d7 cerchio bianco · e7 croce nera · g7 croce nera · b6 cerchio nero · d6 croce nera · e6 cerchio bianco · h6 croce nera · b5 cerchio nero · f5 cavallo del nero · b4 cerchio nero · d4 croce nera · g4 alfiere del bianco · h4 croce nera · b3 cavallo del bianco · e3 croce nera · g3 croce nera · b2 cerchio nero · b1 donna del bianco · c1 re del bianco | b8 torre del nero · c8 re del nero · b7 cerchio nero · d7 cerchio bianco · e7 croce nera · g7 croce nera · b6 cerchio nero · d6 croce nera · e6 cerchio bianco · h6 croce nera · b5 cerchio nero · f5 cavallo del nero · b4 cerchio nero · d4 croce nera · g4 alfiere del bianco · h4 croce nera · b3 cavallo del bianco · e3 croce nera · g3 croce nera · b2 cerchio nero · b1 donna del bianco · c1 re del bianco | b8 torre del nero · c8 re del nero · b7 cerchio nero · d7 cerchio bianco · e7 croce nera · g7 croce nera · b6 cerchio nero · d6 croce nera · e6 cerchio bianco · h6 croce nera · b5 cerchio nero · f5 cavallo del nero · b4 cerchio nero · d4 croce nera · g4 alfiere del bianco · h4 croce nera · b3 cavallo del bianco · e3 croce nera · g3 croce nera · b2 cerchio nero · b1 donna del bianco · c1 re del bianco | 5 |
| 4 | b8 torre del nero · c8 re del nero · b7 cerchio nero · d7 cerchio bianco · e7 croce nera · g7 croce nera · b6 cerchio nero · d6 croce nera · e6 cerchio bianco · h6 croce nera · b5 cerchio nero · f5 cavallo del nero · b4 cerchio nero · d4 croce nera · g4 alfiere del bianco · h4 croce nera · b3 cavallo del bianco · e3 croce nera · g3 croce nera · b2 cerchio nero · b1 donna del bianco · c1 re del bianco | b8 torre del nero · c8 re del nero · b7 cerchio nero · d7 cerchio bianco · e7 croce nera · g7 croce nera · b6 cerchio nero · d6 croce nera · e6 cerchio bianco · h6 croce nera · b5 cerchio nero · f5 cavallo del nero · b4 cerchio nero · d4 croce nera · g4 alfiere del bianco · h4 croce nera · b3 cavallo del bianco · e3 croce nera · g3 croce nera · b2 cerchio nero · b1 donna del bianco · c1 re del bianco | b8 torre del nero · c8 re del nero · b7 cerchio nero · d7 cerchio bianco · e7 croce nera · g7 croce nera · b6 cerchio nero · d6 croce nera · e6 cerchio bianco · h6 croce nera · b5 cerchio nero · f5 cavallo del nero · b4 cerchio nero · d4 croce nera · g4 alfiere del bianco · h4 croce nera · b3 cavallo del bianco · e3 croce nera · g3 croce nera · b2 cerchio nero · b1 donna del bianco · c1 re del bianco | b8 torre del nero · c8 re del nero · b7 cerchio nero · d7 cerchio bianco · e7 croce nera · g7 croce nera · b6 cerchio nero · d6 croce nera · e6 cerchio bianco · h6 croce nera · b5 cerchio nero · f5 cavallo del nero · b4 cerchio nero · d4 croce nera · g4 alfiere del bianco · h4 croce nera · b3 cavallo del bianco · e3 croce nera · g3 croce nera · b2 cerchio nero · b1 donna del bianco · c1 re del bianco | b8 torre del nero · c8 re del nero · b7 cerchio nero · d7 cerchio bianco · e7 croce nera · g7 croce nera · b6 cerchio nero · d6 croce nera · e6 cerchio bianco · h6 croce nera · b5 cerchio nero · f5 cavallo del nero · b4 cerchio nero · d4 croce nera · g4 alfiere del bianco · h4 croce nera · b3 cavallo del bianco · e3 croce nera · g3 croce nera · b2 cerchio nero · b1 donna del bianco · c1 re del bianco | b8 torre del nero · c8 re del nero · b7 cerchio nero · d7 cerchio bianco · e7 croce nera · g7 croce nera · b6 cerchio nero · d6 croce nera · e6 cerchio bianco · h6 croce nera · b5 cerchio nero · f5 cavallo del nero · b4 cerchio nero · d4 croce nera · g4 alfiere del bianco · h4 croce nera · b3 cavallo del bianco · e3 croce nera · g3 croce nera · b2 cerchio nero · b1 donna del bianco · c1 re del bianco | b8 torre del nero · c8 re del nero · b7 cerchio nero · d7 cerchio bianco · e7 croce nera · g7 croce nera · b6 cerchio nero · d6 croce nera · e6 cerchio bianco · h6 croce nera · b5 cerchio nero · f5 cavallo del nero · b4 cerchio nero · d4 croce nera · g4 alfiere del bianco · h4 croce nera · b3 cavallo del bianco · e3 croce nera · g3 croce nera · b2 cerchio nero · b1 donna del bianco · c1 re del bianco | b8 torre del nero · c8 re del nero · b7 cerchio nero · d7 cerchio bianco · e7 croce nera · g7 croce nera · b6 cerchio nero · d6 croce nera · e6 cerchio bianco · h6 croce nera · b5 cerchio nero · f5 cavallo del nero · b4 cerchio nero · d4 croce nera · g4 alfiere del bianco · h4 croce nera · b3 cavallo del bianco · e3 croce nera · g3 croce nera · b2 cerchio nero · b1 donna del bianco · c1 re del bianco | 4 |
| 3 | b8 torre del nero · c8 re del nero · b7 cerchio nero · d7 cerchio bianco · e7 croce nera · g7 croce nera · b6 cerchio nero · d6 croce nera · e6 cerchio bianco · h6 croce nera · b5 cerchio nero · f5 cavallo del nero · b4 cerchio nero · d4 croce nera · g4 alfiere del bianco · h4 croce nera · b3 cavallo del bianco · e3 croce nera · g3 croce nera · b2 cerchio nero · b1 donna del bianco · c1 re del bianco | b8 torre del nero · c8 re del nero · b7 cerchio nero · d7 cerchio bianco · e7 croce nera · g7 croce nera · b6 cerchio nero · d6 croce nera · e6 cerchio bianco · h6 croce nera · b5 cerchio nero · f5 cavallo del nero · b4 cerchio nero · d4 croce nera · g4 alfiere del bianco · h4 croce nera · b3 cavallo del bianco · e3 croce nera · g3 croce nera · b2 cerchio nero · b1 donna del bianco · c1 re del bianco | b8 torre del nero · c8 re del nero · b7 cerchio nero · d7 cerchio bianco · e7 croce nera · g7 croce nera · b6 cerchio nero · d6 croce nera · e6 cerchio bianco · h6 croce nera · b5 cerchio nero · f5 cavallo del nero · b4 cerchio nero · d4 croce nera · g4 alfiere del bianco · h4 croce nera · b3 cavallo del bianco · e3 croce nera · g3 croce nera · b2 cerchio nero · b1 donna del bianco · c1 re del bianco | b8 torre del nero · c8 re del nero · b7 cerchio nero · d7 cerchio bianco · e7 croce nera · g7 croce nera · b6 cerchio nero · d6 croce nera · e6 cerchio bianco · h6 croce nera · b5 cerchio nero · f5 cavallo del nero · b4 cerchio nero · d4 croce nera · g4 alfiere del bianco · h4 croce nera · b3 cavallo del bianco · e3 croce nera · g3 croce nera · b2 cerchio nero · b1 donna del bianco · c1 re del bianco | b8 torre del nero · c8 re del nero · b7 cerchio nero · d7 cerchio bianco · e7 croce nera · g7 croce nera · b6 cerchio nero · d6 croce nera · e6 cerchio bianco · h6 croce nera · b5 cerchio nero · f5 cavallo del nero · b4 cerchio nero · d4 croce nera · g4 alfiere del bianco · h4 croce nera · b3 cavallo del bianco · e3 croce nera · g3 croce nera · b2 cerchio nero · b1 donna del bianco · c1 re del bianco | b8 torre del nero · c8 re del nero · b7 cerchio nero · d7 cerchio bianco · e7 croce nera · g7 croce nera · b6 cerchio nero · d6 croce nera · e6 cerchio bianco · h6 croce nera · b5 cerchio nero · f5 cavallo del nero · b4 cerchio nero · d4 croce nera · g4 alfiere del bianco · h4 croce nera · b3 cavallo del bianco · e3 croce nera · g3 croce nera · b2 cerchio nero · b1 donna del bianco · c1 re del bianco | b8 torre del nero · c8 re del nero · b7 cerchio nero · d7 cerchio bianco · e7 croce nera · g7 croce nera · b6 cerchio nero · d6 croce nera · e6 cerchio bianco · h6 croce nera · b5 cerchio nero · f5 cavallo del nero · b4 cerchio nero · d4 croce nera · g4 alfiere del bianco · h4 croce nera · b3 cavallo del bianco · e3 croce nera · g3 croce nera · b2 cerchio nero · b1 donna del bianco · c1 re del bianco | b8 torre del nero · c8 re del nero · b7 cerchio nero · d7 cerchio bianco · e7 croce nera · g7 croce nera · b6 cerchio nero · d6 croce nera · e6 cerchio bianco · h6 croce nera · b5 cerchio nero · f5 cavallo del nero · b4 cerchio nero · d4 croce nera · g4 alfiere del bianco · h4 croce nera · b3 cavallo del bianco · e3 croce nera · g3 croce nera · b2 cerchio nero · b1 donna del bianco · c1 re del bianco | 3 |
| 2 | b8 torre del nero · c8 re del nero · b7 cerchio nero · d7 cerchio bianco · e7 croce nera · g7 croce nera · b6 cerchio nero · d6 croce nera · e6 cerchio bianco · h6 croce nera · b5 cerchio nero · f5 cavallo del nero · b4 cerchio nero · d4 croce nera · g4 alfiere del bianco · h4 croce nera · b3 cavallo del bianco · e3 croce nera · g3 croce nera · b2 cerchio nero · b1 donna del bianco · c1 re del bianco | b8 torre del nero · c8 re del nero · b7 cerchio nero · d7 cerchio bianco · e7 croce nera · g7 croce nera · b6 cerchio nero · d6 croce nera · e6 cerchio bianco · h6 croce nera · b5 cerchio nero · f5 cavallo del nero · b4 cerchio nero · d4 croce nera · g4 alfiere del bianco · h4 croce nera · b3 cavallo del bianco · e3 croce nera · g3 croce nera · b2 cerchio nero · b1 donna del bianco · c1 re del bianco | b8 torre del nero · c8 re del nero · b7 cerchio nero · d7 cerchio bianco · e7 croce nera · g7 croce nera · b6 cerchio nero · d6 croce nera · e6 cerchio bianco · h6 croce nera · b5 cerchio nero · f5 cavallo del nero · b4 cerchio nero · d4 croce nera · g4 alfiere del bianco · h4 croce nera · b3 cavallo del bianco · e3 croce nera · g3 croce nera · b2 cerchio nero · b1 donna del bianco · c1 re del bianco | b8 torre del nero · c8 re del nero · b7 cerchio nero · d7 cerchio bianco · e7 croce nera · g7 croce nera · b6 cerchio nero · d6 croce nera · e6 cerchio bianco · h6 croce nera · b5 cerchio nero · f5 cavallo del nero · b4 cerchio nero · d4 croce nera · g4 alfiere del bianco · h4 croce nera · b3 cavallo del bianco · e3 croce nera · g3 croce nera · b2 cerchio nero · b1 donna del bianco · c1 re del bianco | b8 torre del nero · c8 re del nero · b7 cerchio nero · d7 cerchio bianco · e7 croce nera · g7 croce nera · b6 cerchio nero · d6 croce nera · e6 cerchio bianco · h6 croce nera · b5 cerchio nero · f5 cavallo del nero · b4 cerchio nero · d4 croce nera · g4 alfiere del bianco · h4 croce nera · b3 cavallo del bianco · e3 croce nera · g3 croce nera · b2 cerchio nero · b1 donna del bianco · c1 re del bianco | b8 torre del nero · c8 re del nero · b7 cerchio nero · d7 cerchio bianco · e7 croce nera · g7 croce nera · b6 cerchio nero · d6 croce nera · e6 cerchio bianco · h6 croce nera · b5 cerchio nero · f5 cavallo del nero · b4 cerchio nero · d4 croce nera · g4 alfiere del bianco · h4 croce nera · b3 cavallo del bianco · e3 croce nera · g3 croce nera · b2 cerchio nero · b1 donna del bianco · c1 re del bianco | b8 torre del nero · c8 re del nero · b7 cerchio nero · d7 cerchio bianco · e7 croce nera · g7 croce nera · b6 cerchio nero · d6 croce nera · e6 cerchio bianco · h6 croce nera · b5 cerchio nero · f5 cavallo del nero · b4 cerchio nero · d4 croce nera · g4 alfiere del bianco · h4 croce nera · b3 cavallo del bianco · e3 croce nera · g3 croce nera · b2 cerchio nero · b1 donna del bianco · c1 re del bianco | b8 torre del nero · c8 re del nero · b7 cerchio nero · d7 cerchio bianco · e7 croce nera · g7 croce nera · b6 cerchio nero · d6 croce nera · e6 cerchio bianco · h6 croce nera · b5 cerchio nero · f5 cavallo del nero · b4 cerchio nero · d4 croce nera · g4 alfiere del bianco · h4 croce nera · b3 cavallo del bianco · e3 croce nera · g3 croce nera · b2 cerchio nero · b1 donna del bianco · c1 re del bianco | 2 |
| 1 | b8 torre del nero · c8 re del nero · b7 cerchio nero · d7 cerchio bianco · e7 croce nera · g7 croce nera · b6 cerchio nero · d6 croce nera · e6 cerchio bianco · h6 croce nera · b5 cerchio nero · f5 cavallo del nero · b4 cerchio nero · d4 croce nera · g4 alfiere del bianco · h4 croce nera · b3 cavallo del bianco · e3 croce nera · g3 croce nera · b2 cerchio nero · b1 donna del bianco · c1 re del bianco | b8 torre del nero · c8 re del nero · b7 cerchio nero · d7 cerchio bianco · e7 croce nera · g7 croce nera · b6 cerchio nero · d6 croce nera · e6 cerchio bianco · h6 croce nera · b5 cerchio nero · f5 cavallo del nero · b4 cerchio nero · d4 croce nera · g4 alfiere del bianco · h4 croce nera · b3 cavallo del bianco · e3 croce nera · g3 croce nera · b2 cerchio nero · b1 donna del bianco · c1 re del bianco | b8 torre del nero · c8 re del nero · b7 cerchio nero · d7 cerchio bianco · e7 croce nera · g7 croce nera · b6 cerchio nero · d6 croce nera · e6 cerchio bianco · h6 croce nera · b5 cerchio nero · f5 cavallo del nero · b4 cerchio nero · d4 croce nera · g4 alfiere del bianco · h4 croce nera · b3 cavallo del bianco · e3 croce nera · g3 croce nera · b2 cerchio nero · b1 donna del bianco · c1 re del bianco | b8 torre del nero · c8 re del nero · b7 cerchio nero · d7 cerchio bianco · e7 croce nera · g7 croce nera · b6 cerchio nero · d6 croce nera · e6 cerchio bianco · h6 croce nera · b5 cerchio nero · f5 cavallo del nero · b4 cerchio nero · d4 croce nera · g4 alfiere del bianco · h4 croce nera · b3 cavallo del bianco · e3 croce nera · g3 croce nera · b2 cerchio nero · b1 donna del bianco · c1 re del bianco | b8 torre del nero · c8 re del nero · b7 cerchio nero · d7 cerchio bianco · e7 croce nera · g7 croce nera · b6 cerchio nero · d6 croce nera · e6 cerchio bianco · h6 croce nera · b5 cerchio nero · f5 cavallo del nero · b4 cerchio nero · d4 croce nera · g4 alfiere del bianco · h4 croce nera · b3 cavallo del bianco · e3 croce nera · g3 croce nera · b2 cerchio nero · b1 donna del bianco · c1 re del bianco | b8 torre del nero · c8 re del nero · b7 cerchio nero · d7 cerchio bianco · e7 croce nera · g7 croce nera · b6 cerchio nero · d6 croce nera · e6 cerchio bianco · h6 croce nera · b5 cerchio nero · f5 cavallo del nero · b4 cerchio nero · d4 croce nera · g4 alfiere del bianco · h4 croce nera · b3 cavallo del bianco · e3 croce nera · g3 croce nera · b2 cerchio nero · b1 donna del bianco · c1 re del bianco | b8 torre del nero · c8 re del nero · b7 cerchio nero · d7 cerchio bianco · e7 croce nera · g7 croce nera · b6 cerchio nero · d6 croce nera · e6 cerchio bianco · h6 croce nera · b5 cerchio nero · f5 cavallo del nero · b4 cerchio nero · d4 croce nera · g4 alfiere del bianco · h4 croce nera · b3 cavallo del bianco · e3 croce nera · g3 croce nera · b2 cerchio nero · b1 donna del bianco · c1 re del bianco | b8 torre del nero · c8 re del nero · b7 cerchio nero · d7 cerchio bianco · e7 croce nera · g7 croce nera · b6 cerchio nero · d6 croce nera · e6 cerchio bianco · h6 croce nera · b5 cerchio nero · f5 cavallo del nero · b4 cerchio nero · d4 croce nera · g4 alfiere del bianco · h4 croce nera · b3 cavallo del bianco · e3 croce nera · g3 croce nera · b2 cerchio nero · b1 donna del bianco · c1 re del bianco | 1 |
|   | a | b | c | d | e | f | g | h |   |

|   | a | b | c | d | e | f | g | h |   |
| 8 | c8 torre del nero · h8 re del nero · c7 cerchio nero · g7 pedone del nero · h7 pedone del nero · c6 cerchio nero · c5 alfiere del bianco · c4 cerchio nero · d4 croce bianca · b3 pedone del bianco · c3 cerchio nero · e3 cavallo del nero · a2 pedone del bianco · c2 re del bianco · h1 torre del bianco | c8 torre del nero · h8 re del nero · c7 cerchio nero · g7 pedone del nero · h7 pedone del nero · c6 cerchio nero · c5 alfiere del bianco · c4 cerchio nero · d4 croce bianca · b3 pedone del bianco · c3 cerchio nero · e3 cavallo del nero · a2 pedone del bianco · c2 re del bianco · h1 torre del bianco | c8 torre del nero · h8 re del nero · c7 cerchio nero · g7 pedone del nero · h7 pedone del nero · c6 cerchio nero · c5 alfiere del bianco · c4 cerchio nero · d4 croce bianca · b3 pedone del bianco · c3 cerchio nero · e3 cavallo del nero · a2 pedone del bianco · c2 re del bianco · h1 torre del bianco | c8 torre del nero · h8 re del nero · c7 cerchio nero · g7 pedone del nero · h7 pedone del nero · c6 cerchio nero · c5 alfiere del bianco · c4 cerchio nero · d4 croce bianca · b3 pedone del bianco · c3 cerchio nero · e3 cavallo del nero · a2 pedone del bianco · c2 re del bianco · h1 torre del bianco | c8 torre del nero · h8 re del nero · c7 cerchio nero · g7 pedone del nero · h7 pedone del nero · c6 cerchio nero · c5 alfiere del bianco · c4 cerchio nero · d4 croce bianca · b3 pedone del bianco · c3 cerchio nero · e3 cavallo del nero · a2 pedone del bianco · c2 re del bianco · h1 torre del bianco | c8 torre del nero · h8 re del nero · c7 cerchio nero · g7 pedone del nero · h7 pedone del nero · c6 cerchio nero · c5 alfiere del bianco · c4 cerchio nero · d4 croce bianca · b3 pedone del bianco · c3 cerchio nero · e3 cavallo del nero · a2 pedone del bianco · c2 re del bianco · h1 torre del bianco | c8 torre del nero · h8 re del nero · c7 cerchio nero · g7 pedone del nero · h7 pedone del nero · c6 cerchio nero · c5 alfiere del bianco · c4 cerchio nero · d4 croce bianca · b3 pedone del bianco · c3 cerchio nero · e3 cavallo del nero · a2 pedone del bianco · c2 re del bianco · h1 torre del bianco | c8 torre del nero · h8 re del nero · c7 cerchio nero · g7 pedone del nero · h7 pedone del nero · c6 cerchio nero · c5 alfiere del bianco · c4 cerchio nero · d4 croce bianca · b3 pedone del bianco · c3 cerchio nero · e3 cavallo del nero · a2 pedone del bianco · c2 re del bianco · h1 torre del bianco | 8 |
| 7 | c8 torre del nero · h8 re del nero · c7 cerchio nero · g7 pedone del nero · h7 pedone del nero · c6 cerchio nero · c5 alfiere del bianco · c4 cerchio nero · d4 croce bianca · b3 pedone del bianco · c3 cerchio nero · e3 cavallo del nero · a2 pedone del bianco · c2 re del bianco · h1 torre del bianco | c8 torre del nero · h8 re del nero · c7 cerchio nero · g7 pedone del nero · h7 pedone del nero · c6 cerchio nero · c5 alfiere del bianco · c4 cerchio nero · d4 croce bianca · b3 pedone del bianco · c3 cerchio nero · e3 cavallo del nero · a2 pedone del bianco · c2 re del bianco · h1 torre del bianco | c8 torre del nero · h8 re del nero · c7 cerchio nero · g7 pedone del nero · h7 pedone del nero · c6 cerchio nero · c5 alfiere del bianco · c4 cerchio nero · d4 croce bianca · b3 pedone del bianco · c3 cerchio nero · e3 cavallo del nero · a2 pedone del bianco · c2 re del bianco · h1 torre del bianco | c8 torre del nero · h8 re del nero · c7 cerchio nero · g7 pedone del nero · h7 pedone del nero · c6 cerchio nero · c5 alfiere del bianco · c4 cerchio nero · d4 croce bianca · b3 pedone del bianco · c3 cerchio nero · e3 cavallo del nero · a2 pedone del bianco · c2 re del bianco · h1 torre del bianco | c8 torre del nero · h8 re del nero · c7 cerchio nero · g7 pedone del nero · h7 pedone del nero · c6 cerchio nero · c5 alfiere del bianco · c4 cerchio nero · d4 croce bianca · b3 pedone del bianco · c3 cerchio nero · e3 cavallo del nero · a2 pedone del bianco · c2 re del bianco · h1 torre del bianco | c8 torre del nero · h8 re del nero · c7 cerchio nero · g7 pedone del nero · h7 pedone del nero · c6 cerchio nero · c5 alfiere del bianco · c4 cerchio nero · d4 croce bianca · b3 pedone del bianco · c3 cerchio nero · e3 cavallo del nero · a2 pedone del bianco · c2 re del bianco · h1 torre del bianco | c8 torre del nero · h8 re del nero · c7 cerchio nero · g7 pedone del nero · h7 pedone del nero · c6 cerchio nero · c5 alfiere del bianco · c4 cerchio nero · d4 croce bianca · b3 pedone del bianco · c3 cerchio nero · e3 cavallo del nero · a2 pedone del bianco · c2 re del bianco · h1 torre del bianco | c8 torre del nero · h8 re del nero · c7 cerchio nero · g7 pedone del nero · h7 pedone del nero · c6 cerchio nero · c5 alfiere del bianco · c4 cerchio nero · d4 croce bianca · b3 pedone del bianco · c3 cerchio nero · e3 cavallo del nero · a2 pedone del bianco · c2 re del bianco · h1 torre del bianco | 7 |
| 6 | c8 torre del nero · h8 re del nero · c7 cerchio nero · g7 pedone del nero · h7 pedone del nero · c6 cerchio nero · c5 alfiere del bianco · c4 cerchio nero · d4 croce bianca · b3 pedone del bianco · c3 cerchio nero · e3 cavallo del nero · a2 pedone del bianco · c2 re del bianco · h1 torre del bianco | c8 torre del nero · h8 re del nero · c7 cerchio nero · g7 pedone del nero · h7 pedone del nero · c6 cerchio nero · c5 alfiere del bianco · c4 cerchio nero · d4 croce bianca · b3 pedone del bianco · c3 cerchio nero · e3 cavallo del nero · a2 pedone del bianco · c2 re del bianco · h1 torre del bianco | c8 torre del nero · h8 re del nero · c7 cerchio nero · g7 pedone del nero · h7 pedone del nero · c6 cerchio nero · c5 alfiere del bianco · c4 cerchio nero · d4 croce bianca · b3 pedone del bianco · c3 cerchio nero · e3 cavallo del nero · a2 pedone del bianco · c2 re del bianco · h1 torre del bianco | c8 torre del nero · h8 re del nero · c7 cerchio nero · g7 pedone del nero · h7 pedone del nero · c6 cerchio nero · c5 alfiere del bianco · c4 cerchio nero · d4 croce bianca · b3 pedone del bianco · c3 cerchio nero · e3 cavallo del nero · a2 pedone del bianco · c2 re del bianco · h1 torre del bianco | c8 torre del nero · h8 re del nero · c7 cerchio nero · g7 pedone del nero · h7 pedone del nero · c6 cerchio nero · c5 alfiere del bianco · c4 cerchio nero · d4 croce bianca · b3 pedone del bianco · c3 cerchio nero · e3 cavallo del nero · a2 pedone del bianco · c2 re del bianco · h1 torre del bianco | c8 torre del nero · h8 re del nero · c7 cerchio nero · g7 pedone del nero · h7 pedone del nero · c6 cerchio nero · c5 alfiere del bianco · c4 cerchio nero · d4 croce bianca · b3 pedone del bianco · c3 cerchio nero · e3 cavallo del nero · a2 pedone del bianco · c2 re del bianco · h1 torre del bianco | c8 torre del nero · h8 re del nero · c7 cerchio nero · g7 pedone del nero · h7 pedone del nero · c6 cerchio nero · c5 alfiere del bianco · c4 cerchio nero · d4 croce bianca · b3 pedone del bianco · c3 cerchio nero · e3 cavallo del nero · a2 pedone del bianco · c2 re del bianco · h1 torre del bianco | c8 torre del nero · h8 re del nero · c7 cerchio nero · g7 pedone del nero · h7 pedone del nero · c6 cerchio nero · c5 alfiere del bianco · c4 cerchio nero · d4 croce bianca · b3 pedone del bianco · c3 cerchio nero · e3 cavallo del nero · a2 pedone del bianco · c2 re del bianco · h1 torre del bianco | 6 |
| 5 | c8 torre del nero · h8 re del nero · c7 cerchio nero · g7 pedone del nero · h7 pedone del nero · c6 cerchio nero · c5 alfiere del bianco · c4 cerchio nero · d4 croce bianca · b3 pedone del bianco · c3 cerchio nero · e3 cavallo del nero · a2 pedone del bianco · c2 re del bianco · h1 torre del bianco | c8 torre del nero · h8 re del nero · c7 cerchio nero · g7 pedone del nero · h7 pedone del nero · c6 cerchio nero · c5 alfiere del bianco · c4 cerchio nero · d4 croce bianca · b3 pedone del bianco · c3 cerchio nero · e3 cavallo del nero · a2 pedone del bianco · c2 re del bianco · h1 torre del bianco | c8 torre del nero · h8 re del nero · c7 cerchio nero · g7 pedone del nero · h7 pedone del nero · c6 cerchio nero · c5 alfiere del bianco · c4 cerchio nero · d4 croce bianca · b3 pedone del bianco · c3 cerchio nero · e3 cavallo del nero · a2 pedone del bianco · c2 re del bianco · h1 torre del bianco | c8 torre del nero · h8 re del nero · c7 cerchio nero · g7 pedone del nero · h7 pedone del nero · c6 cerchio nero · c5 alfiere del bianco · c4 cerchio nero · d4 croce bianca · b3 pedone del bianco · c3 cerchio nero · e3 cavallo del nero · a2 pedone del bianco · c2 re del bianco · h1 torre del bianco | c8 torre del nero · h8 re del nero · c7 cerchio nero · g7 pedone del nero · h7 pedone del nero · c6 cerchio nero · c5 alfiere del bianco · c4 cerchio nero · d4 croce bianca · b3 pedone del bianco · c3 cerchio nero · e3 cavallo del nero · a2 pedone del bianco · c2 re del bianco · h1 torre del bianco | c8 torre del nero · h8 re del nero · c7 cerchio nero · g7 pedone del nero · h7 pedone del nero · c6 cerchio nero · c5 alfiere del bianco · c4 cerchio nero · d4 croce bianca · b3 pedone del bianco · c3 cerchio nero · e3 cavallo del nero · a2 pedone del bianco · c2 re del bianco · h1 torre del bianco | c8 torre del nero · h8 re del nero · c7 cerchio nero · g7 pedone del nero · h7 pedone del nero · c6 cerchio nero · c5 alfiere del bianco · c4 cerchio nero · d4 croce bianca · b3 pedone del bianco · c3 cerchio nero · e3 cavallo del nero · a2 pedone del bianco · c2 re del bianco · h1 torre del bianco | c8 torre del nero · h8 re del nero · c7 cerchio nero · g7 pedone del nero · h7 pedone del nero · c6 cerchio nero · c5 alfiere del bianco · c4 cerchio nero · d4 croce bianca · b3 pedone del bianco · c3 cerchio nero · e3 cavallo del nero · a2 pedone del bianco · c2 re del bianco · h1 torre del bianco | 5 |
| 4 | c8 torre del nero · h8 re del nero · c7 cerchio nero · g7 pedone del nero · h7 pedone del nero · c6 cerchio nero · c5 alfiere del bianco · c4 cerchio nero · d4 croce bianca · b3 pedone del bianco · c3 cerchio nero · e3 cavallo del nero · a2 pedone del bianco · c2 re del bianco · h1 torre del bianco | c8 torre del nero · h8 re del nero · c7 cerchio nero · g7 pedone del nero · h7 pedone del nero · c6 cerchio nero · c5 alfiere del bianco · c4 cerchio nero · d4 croce bianca · b3 pedone del bianco · c3 cerchio nero · e3 cavallo del nero · a2 pedone del bianco · c2 re del bianco · h1 torre del bianco | c8 torre del nero · h8 re del nero · c7 cerchio nero · g7 pedone del nero · h7 pedone del nero · c6 cerchio nero · c5 alfiere del bianco · c4 cerchio nero · d4 croce bianca · b3 pedone del bianco · c3 cerchio nero · e3 cavallo del nero · a2 pedone del bianco · c2 re del bianco · h1 torre del bianco | c8 torre del nero · h8 re del nero · c7 cerchio nero · g7 pedone del nero · h7 pedone del nero · c6 cerchio nero · c5 alfiere del bianco · c4 cerchio nero · d4 croce bianca · b3 pedone del bianco · c3 cerchio nero · e3 cavallo del nero · a2 pedone del bianco · c2 re del bianco · h1 torre del bianco | c8 torre del nero · h8 re del nero · c7 cerchio nero · g7 pedone del nero · h7 pedone del nero · c6 cerchio nero · c5 alfiere del bianco · c4 cerchio nero · d4 croce bianca · b3 pedone del bianco · c3 cerchio nero · e3 cavallo del nero · a2 pedone del bianco · c2 re del bianco · h1 torre del bianco | c8 torre del nero · h8 re del nero · c7 cerchio nero · g7 pedone del nero · h7 pedone del nero · c6 cerchio nero · c5 alfiere del bianco · c4 cerchio nero · d4 croce bianca · b3 pedone del bianco · c3 cerchio nero · e3 cavallo del nero · a2 pedone del bianco · c2 re del bianco · h1 torre del bianco | c8 torre del nero · h8 re del nero · c7 cerchio nero · g7 pedone del nero · h7 pedone del nero · c6 cerchio nero · c5 alfiere del bianco · c4 cerchio nero · d4 croce bianca · b3 pedone del bianco · c3 cerchio nero · e3 cavallo del nero · a2 pedone del bianco · c2 re del bianco · h1 torre del bianco | c8 torre del nero · h8 re del nero · c7 cerchio nero · g7 pedone del nero · h7 pedone del nero · c6 cerchio nero · c5 alfiere del bianco · c4 cerchio nero · d4 croce bianca · b3 pedone del bianco · c3 cerchio nero · e3 cavallo del nero · a2 pedone del bianco · c2 re del bianco · h1 torre del bianco | 4 |
| 3 | c8 torre del nero · h8 re del nero · c7 cerchio nero · g7 pedone del nero · h7 pedone del nero · c6 cerchio nero · c5 alfiere del bianco · c4 cerchio nero · d4 croce bianca · b3 pedone del bianco · c3 cerchio nero · e3 cavallo del nero · a2 pedone del bianco · c2 re del bianco · h1 torre del bianco | c8 torre del nero · h8 re del nero · c7 cerchio nero · g7 pedone del nero · h7 pedone del nero · c6 cerchio nero · c5 alfiere del bianco · c4 cerchio nero · d4 croce bianca · b3 pedone del bianco · c3 cerchio nero · e3 cavallo del nero · a2 pedone del bianco · c2 re del bianco · h1 torre del bianco | c8 torre del nero · h8 re del nero · c7 cerchio nero · g7 pedone del nero · h7 pedone del nero · c6 cerchio nero · c5 alfiere del bianco · c4 cerchio nero · d4 croce bianca · b3 pedone del bianco · c3 cerchio nero · e3 cavallo del nero · a2 pedone del bianco · c2 re del bianco · h1 torre del bianco | c8 torre del nero · h8 re del nero · c7 cerchio nero · g7 pedone del nero · h7 pedone del nero · c6 cerchio nero · c5 alfiere del bianco · c4 cerchio nero · d4 croce bianca · b3 pedone del bianco · c3 cerchio nero · e3 cavallo del nero · a2 pedone del bianco · c2 re del bianco · h1 torre del bianco | c8 torre del nero · h8 re del nero · c7 cerchio nero · g7 pedone del nero · h7 pedone del nero · c6 cerchio nero · c5 alfiere del bianco · c4 cerchio nero · d4 croce bianca · b3 pedone del bianco · c3 cerchio nero · e3 cavallo del nero · a2 pedone del bianco · c2 re del bianco · h1 torre del bianco | c8 torre del nero · h8 re del nero · c7 cerchio nero · g7 pedone del nero · h7 pedone del nero · c6 cerchio nero · c5 alfiere del bianco · c4 cerchio nero · d4 croce bianca · b3 pedone del bianco · c3 cerchio nero · e3 cavallo del nero · a2 pedone del bianco · c2 re del bianco · h1 torre del bianco | c8 torre del nero · h8 re del nero · c7 cerchio nero · g7 pedone del nero · h7 pedone del nero · c6 cerchio nero · c5 alfiere del bianco · c4 cerchio nero · d4 croce bianca · b3 pedone del bianco · c3 cerchio nero · e3 cavallo del nero · a2 pedone del bianco · c2 re del bianco · h1 torre del bianco | c8 torre del nero · h8 re del nero · c7 cerchio nero · g7 pedone del nero · h7 pedone del nero · c6 cerchio nero · c5 alfiere del bianco · c4 cerchio nero · d4 croce bianca · b3 pedone del bianco · c3 cerchio nero · e3 cavallo del nero · a2 pedone del bianco · c2 re del bianco · h1 torre del bianco | 3 |
| 2 | c8 torre del nero · h8 re del nero · c7 cerchio nero · g7 pedone del nero · h7 pedone del nero · c6 cerchio nero · c5 alfiere del bianco · c4 cerchio nero · d4 croce bianca · b3 pedone del bianco · c3 cerchio nero · e3 cavallo del nero · a2 pedone del bianco · c2 re del bianco · h1 torre del bianco | c8 torre del nero · h8 re del nero · c7 cerchio nero · g7 pedone del nero · h7 pedone del nero · c6 cerchio nero · c5 alfiere del bianco · c4 cerchio nero · d4 croce bianca · b3 pedone del bianco · c3 cerchio nero · e3 cavallo del nero · a2 pedone del bianco · c2 re del bianco · h1 torre del bianco | c8 torre del nero · h8 re del nero · c7 cerchio nero · g7 pedone del nero · h7 pedone del nero · c6 cerchio nero · c5 alfiere del bianco · c4 cerchio nero · d4 croce bianca · b3 pedone del bianco · c3 cerchio nero · e3 cavallo del nero · a2 pedone del bianco · c2 re del bianco · h1 torre del bianco | c8 torre del nero · h8 re del nero · c7 cerchio nero · g7 pedone del nero · h7 pedone del nero · c6 cerchio nero · c5 alfiere del bianco · c4 cerchio nero · d4 croce bianca · b3 pedone del bianco · c3 cerchio nero · e3 cavallo del nero · a2 pedone del bianco · c2 re del bianco · h1 torre del bianco | c8 torre del nero · h8 re del nero · c7 cerchio nero · g7 pedone del nero · h7 pedone del nero · c6 cerchio nero · c5 alfiere del bianco · c4 cerchio nero · d4 croce bianca · b3 pedone del bianco · c3 cerchio nero · e3 cavallo del nero · a2 pedone del bianco · c2 re del bianco · h1 torre del bianco | c8 torre del nero · h8 re del nero · c7 cerchio nero · g7 pedone del nero · h7 pedone del nero · c6 cerchio nero · c5 alfiere del bianco · c4 cerchio nero · d4 croce bianca · b3 pedone del bianco · c3 cerchio nero · e3 cavallo del nero · a2 pedone del bianco · c2 re del bianco · h1 torre del bianco | c8 torre del nero · h8 re del nero · c7 cerchio nero · g7 pedone del nero · h7 pedone del nero · c6 cerchio nero · c5 alfiere del bianco · c4 cerchio nero · d4 croce bianca · b3 pedone del bianco · c3 cerchio nero · e3 cavallo del nero · a2 pedone del bianco · c2 re del bianco · h1 torre del bianco | c8 torre del nero · h8 re del nero · c7 cerchio nero · g7 pedone del nero · h7 pedone del nero · c6 cerchio nero · c5 alfiere del bianco · c4 cerchio nero · d4 croce bianca · b3 pedone del bianco · c3 cerchio nero · e3 cavallo del nero · a2 pedone del bianco · c2 re del bianco · h1 torre del bianco | 2 |
| 1 | c8 torre del nero · h8 re del nero · c7 cerchio nero · g7 pedone del nero · h7 pedone del nero · c6 cerchio nero · c5 alfiere del bianco · c4 cerchio nero · d4 croce bianca · b3 pedone del bianco · c3 cerchio nero · e3 cavallo del nero · a2 pedone del bianco · c2 re del bianco · h1 torre del bianco | c8 torre del nero · h8 re del nero · c7 cerchio nero · g7 pedone del nero · h7 pedone del nero · c6 cerchio nero · c5 alfiere del bianco · c4 cerchio nero · d4 croce bianca · b3 pedone del bianco · c3 cerchio nero · e3 cavallo del nero · a2 pedone del bianco · c2 re del bianco · h1 torre del bianco | c8 torre del nero · h8 re del nero · c7 cerchio nero · g7 pedone del nero · h7 pedone del nero · c6 cerchio nero · c5 alfiere del bianco · c4 cerchio nero · d4 croce bianca · b3 pedone del bianco · c3 cerchio nero · e3 cavallo del nero · a2 pedone del bianco · c2 re del bianco · h1 torre del bianco | c8 torre del nero · h8 re del nero · c7 cerchio nero · g7 pedone del nero · h7 pedone del nero · c6 cerchio nero · c5 alfiere del bianco · c4 cerchio nero · d4 croce bianca · b3 pedone del bianco · c3 cerchio nero · e3 cavallo del nero · a2 pedone del bianco · c2 re del bianco · h1 torre del bianco | c8 torre del nero · h8 re del nero · c7 cerchio nero · g7 pedone del nero · h7 pedone del nero · c6 cerchio nero · c5 alfiere del bianco · c4 cerchio nero · d4 croce bianca · b3 pedone del bianco · c3 cerchio nero · e3 cavallo del nero · a2 pedone del bianco · c2 re del bianco · h1 torre del bianco | c8 torre del nero · h8 re del nero · c7 cerchio nero · g7 pedone del nero · h7 pedone del nero · c6 cerchio nero · c5 alfiere del bianco · c4 cerchio nero · d4 croce bianca · b3 pedone del bianco · c3 cerchio nero · e3 cavallo del nero · a2 pedone del bianco · c2 re del bianco · h1 torre del bianco | c8 torre del nero · h8 re del nero · c7 cerchio nero · g7 pedone del nero · h7 pedone del nero · c6 cerchio nero · c5 alfiere del bianco · c4 cerchio nero · d4 croce bianca · b3 pedone del bianco · c3 cerchio nero · e3 cavallo del nero · a2 pedone del bianco · c2 re del bianco · h1 torre del bianco | c8 torre del nero · h8 re del nero · c7 cerchio nero · g7 pedone del nero · h7 pedone del nero · c6 cerchio nero · c5 alfiere del bianco · c4 cerchio nero · d4 croce bianca · b3 pedone del bianco · c3 cerchio nero · e3 cavallo del nero · a2 pedone del bianco · c2 re del bianco · h1 torre del bianco | 1 |
|   | a | b | c | d | e | f | g | h |   |

Negli scacchi l'inchiodatura è una mossa che obbliga l'avversario a non muovere un determinato pezzo per evitare la cattura di un altro. Il pezzo bloccato si dice "inchiodato".
Nell'esempio:
1. il Cavallo nero è inchiodato sul Re dall'Alfiere bianco. Questa è detta inchiodatura assoluta, perché le regole stabiliscono che un giocatore non può effettuare mosse tali da mettere il proprio Re sotto scacco; il nero non ha scelta: in quella posizione non può muovere il Cavallo;
2. il Cavallo bianco è inchiodato sulla Donna dalla Torre nera. Questa è detta inchiodatura relativa, perché nessuna regola impedisce al bianco di muovere il Cavallo, anche se farlo porterebbe ad una perdita di materiale.

Per eliminare un'inchiodatura ci sono diverse possibilità. È possibile catturare il pezzo che effettua l'inchiodatura; è possibile interporre un pezzo tra quello inchiodato e quello a cui è inchiodato, oppure tra quello inchiodato e quello che effettua l'inchiodatura; ancora, è possibile spostare il pezzo protetto.